# Plegafulles pitblanc
El plegafulles pitblanc (Anabazenops dorsalis) és una espècie d'ocell de la família dels furnàrids (Furnariidae) que habita el pis inferior de la selva humida del sud-est de Colòmbia, est de l'Equador i del Perú i nord de Bolívia.

## Taxonomia
Diversos autors han col·locat el plegafulles pitblanc en els gèneres Automolus i Philydor, però les dades genètiques avalen la seva col·locació a Anabazenops. Comparteix el gènere amb el plegafulles de collar (A. fuscus) i és monotípic.